# Helsingborgs rådhus
Helsingborgs rådhus, ritat av Alfred Hellerström, uppfördes 1897. 
År 1889 hölls en arkitekttävling för att bestämma utformningen av Helsingborgs nya rådhus. Tävlingen vanns av den blott 26-årige Alfred Hellerström som nyss tagit sin examen från Konstakademien i Stockholm. I byggnaden håller kommunens fullmäktige sina sammanträden. Det är även kontor för kommunstyrelsens förvaltning. År 1965 inrättades här även ett vigselrum för borgerliga vigslar. År 1967 förklarades rådhuset som byggnadsminne.

## Arkitektur
Byggnaden på fyra våningar är uppförd i nygotisk stil, själva huskroppen flankeras av fyra torn, runda ut mot Stortorget, mer kantiga mot Rådhustorget, och kröns av ett 65 meter högt klocktorn. Taket är mestadels i skiffer med inslag av koppar. Ut mot Drottninggatan har rådhuset stora spetsbågeformade målade fönster, målningarna är gjorda efter förlaga av Gustaf Cederström. Byggnaden kan nås från Stortorget genom en stor barock-inspirerad trappa och från Drottninggatans huvudentré där man väl inne möts av en pampig trappa.
I samband med den omfattande ombyggnaden av Järnvägsgatan under hösten år 2017, togs lyktstolparna utanför Rådhusets huvudentré och södra fasad bort för restaurering. De bär det stadsvapen som var Helsingborgs officiella fram till 1916. Lyktstolparna placerades åter på sina ursprungliga platser i december 2017, dock utan belysning - som sattes dit först i slutet av mars/början av april 2018. De är förlaga till de nya lyktstolpar med äldre utseende, och med Helsingborgs nya stadsvapen, som placerades i mitten av Järnvägsgatan under hösten 2017 samt i mitten av Drottninggatan (med start våren 2018).

## Musik från tornet
Dagligen spelas på bestämda tider musik från rådhusets torn. En högtalaranläggning i tornet reproducerar melodier som oftast är förprogrammerade, med en klang som påminner om den från ett klockspel. Musiken hade premiär den 21 maj 1960 (på dagen 875 år efter stadens grundande) och sköttes fram till 1992 av musikdirektören Einar Nilsson (1924–1995).

## Minnesstenar
Utanför rådhuset finns två minnesstenar, resta av danskar och norrmän, till minne av Helsingborgarnas mottagande av flyktingar under andra världskriget.  
Den danska minnesstenen lyder Reist aar 1945 af danske flygtninge som i Hälsingborg fandt fristed och venner.
Den norska lyder Gjennom Hälsingborg kom våren 1945 tusener av norske politiske fanger på vei hjem fra nazistiske fengsler og konsentrasjonsleirer. Denne bauta har Norge reist til minne om den svenske hjelpeekspedisjons store innsats.

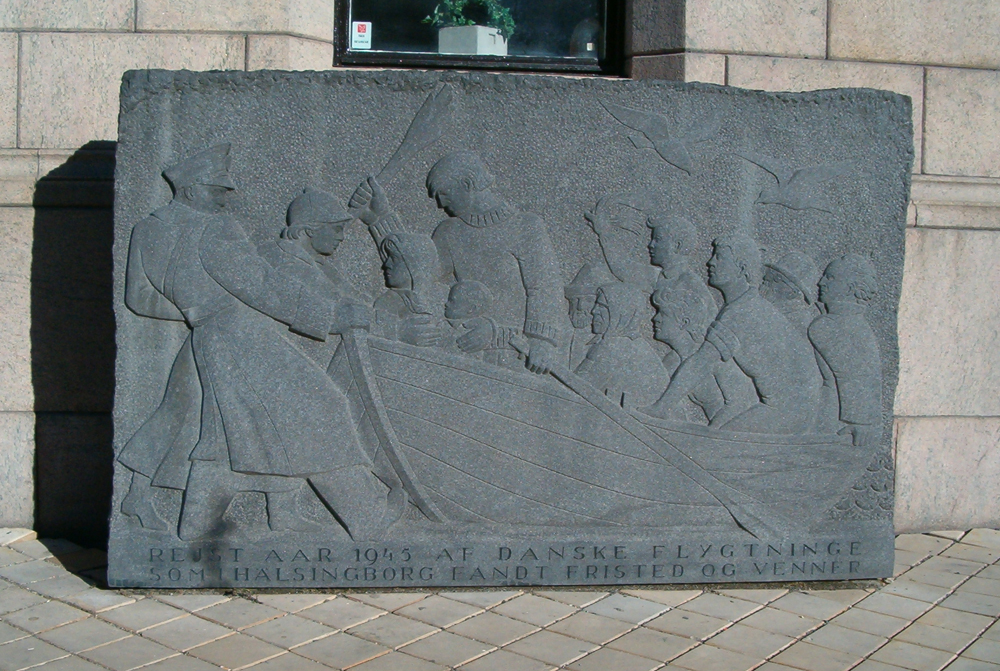
Den danska minnesstenen.
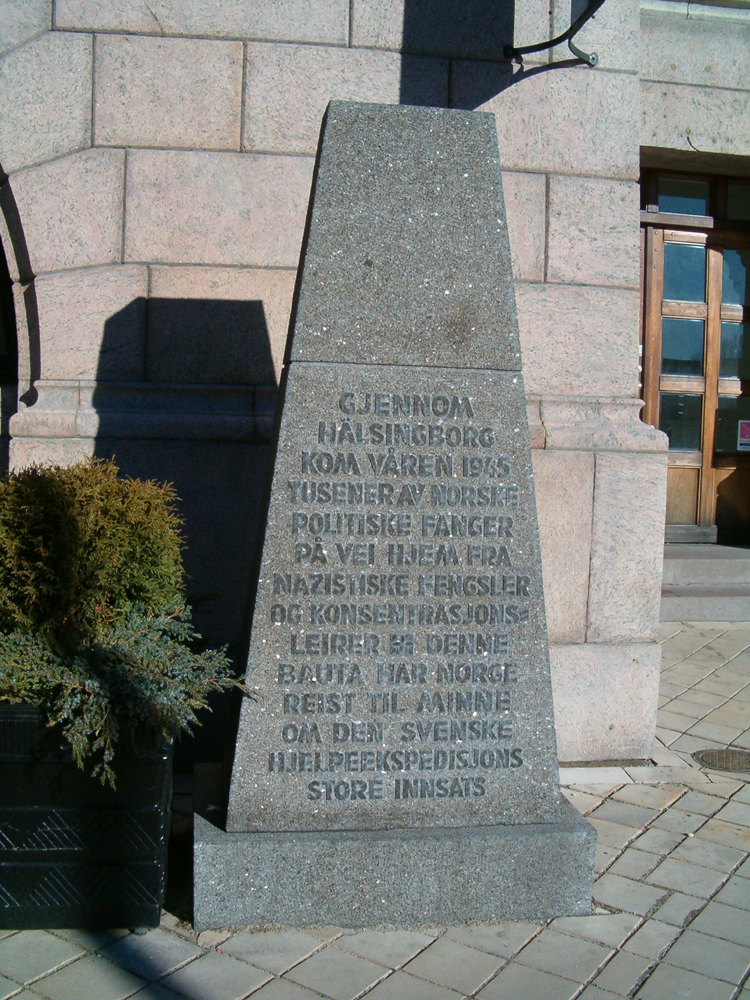
Den norska minnesstenen.

## Bildgalleri

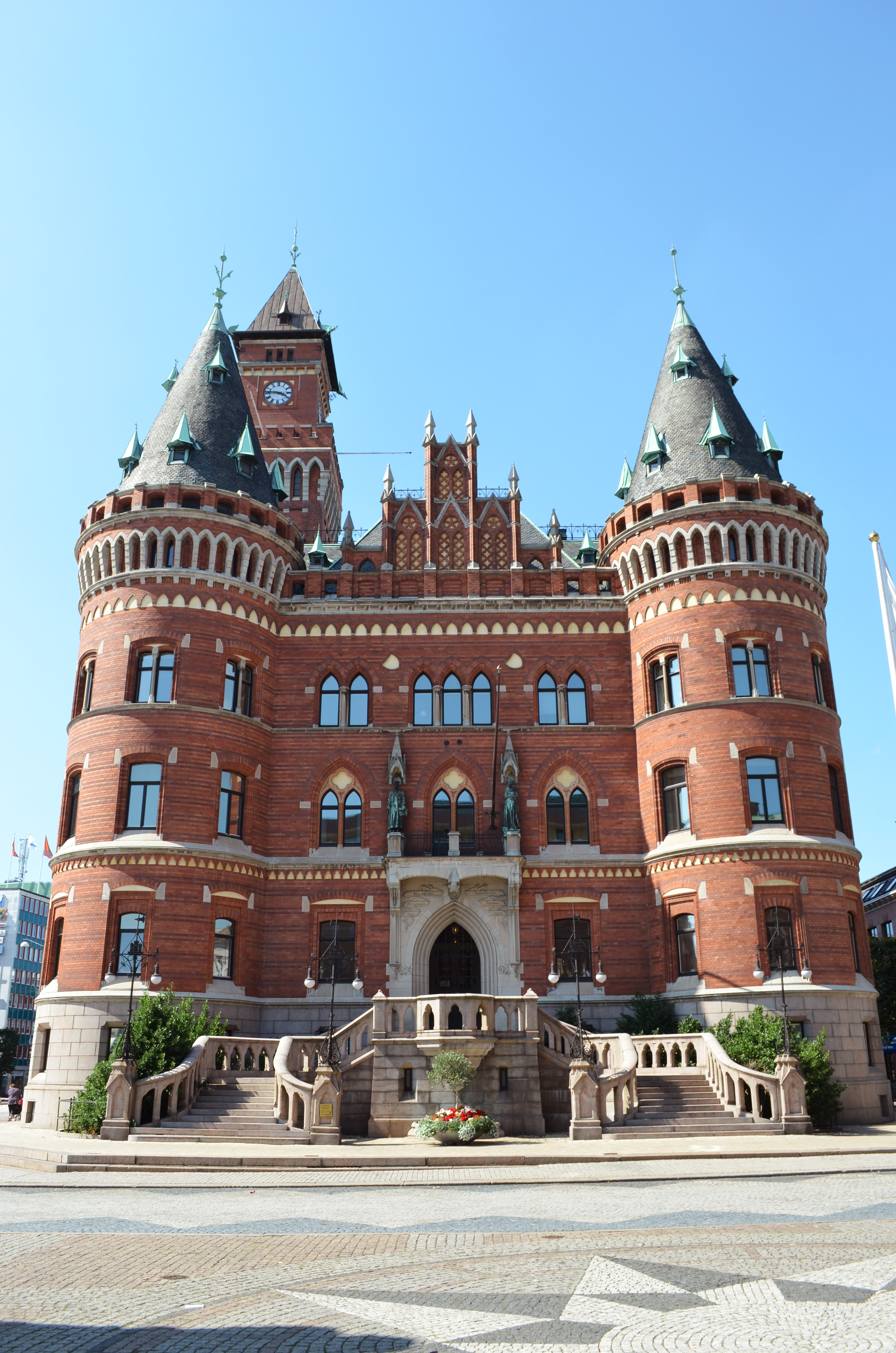
Södra fasaden.
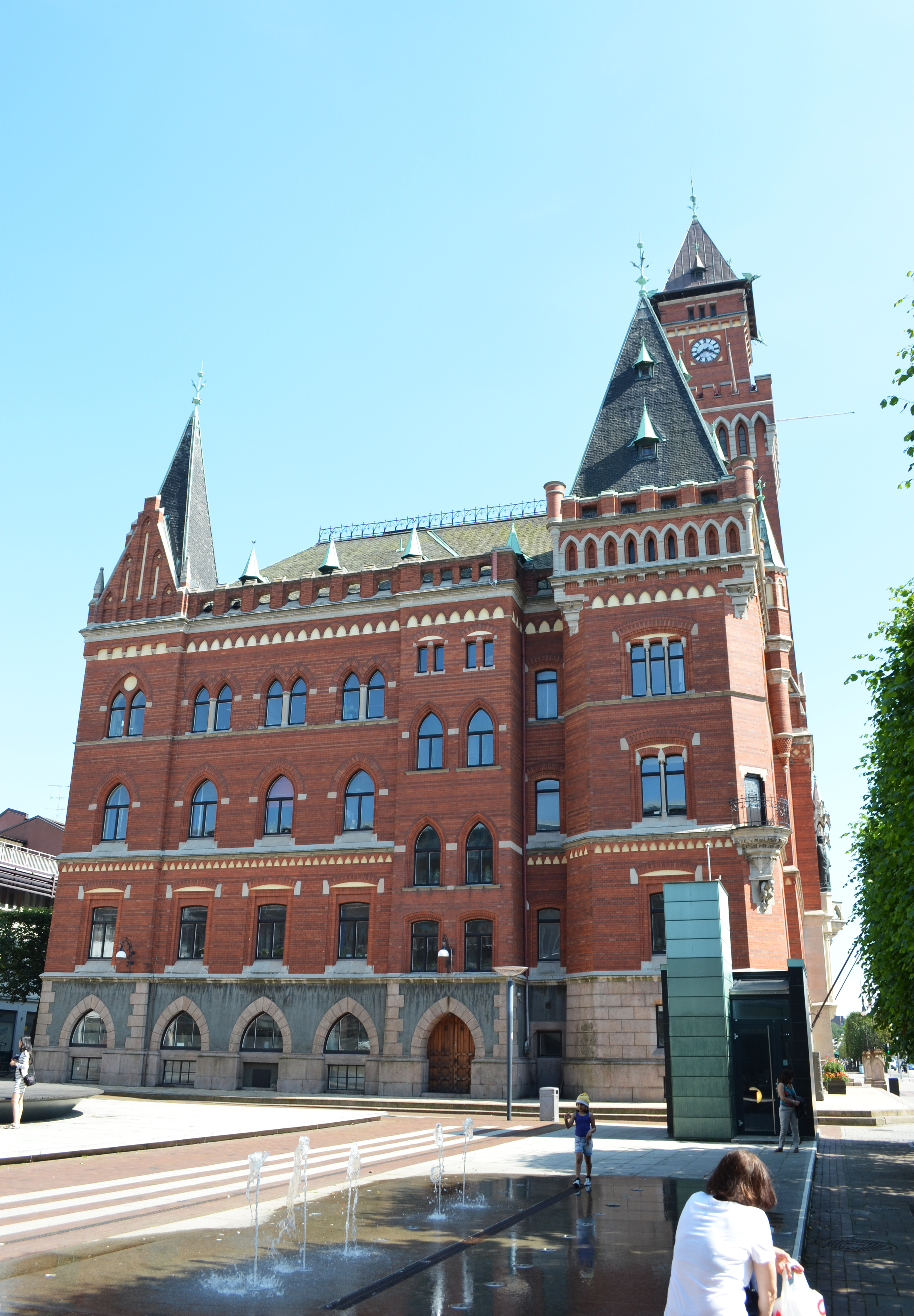
Norra fasaden.
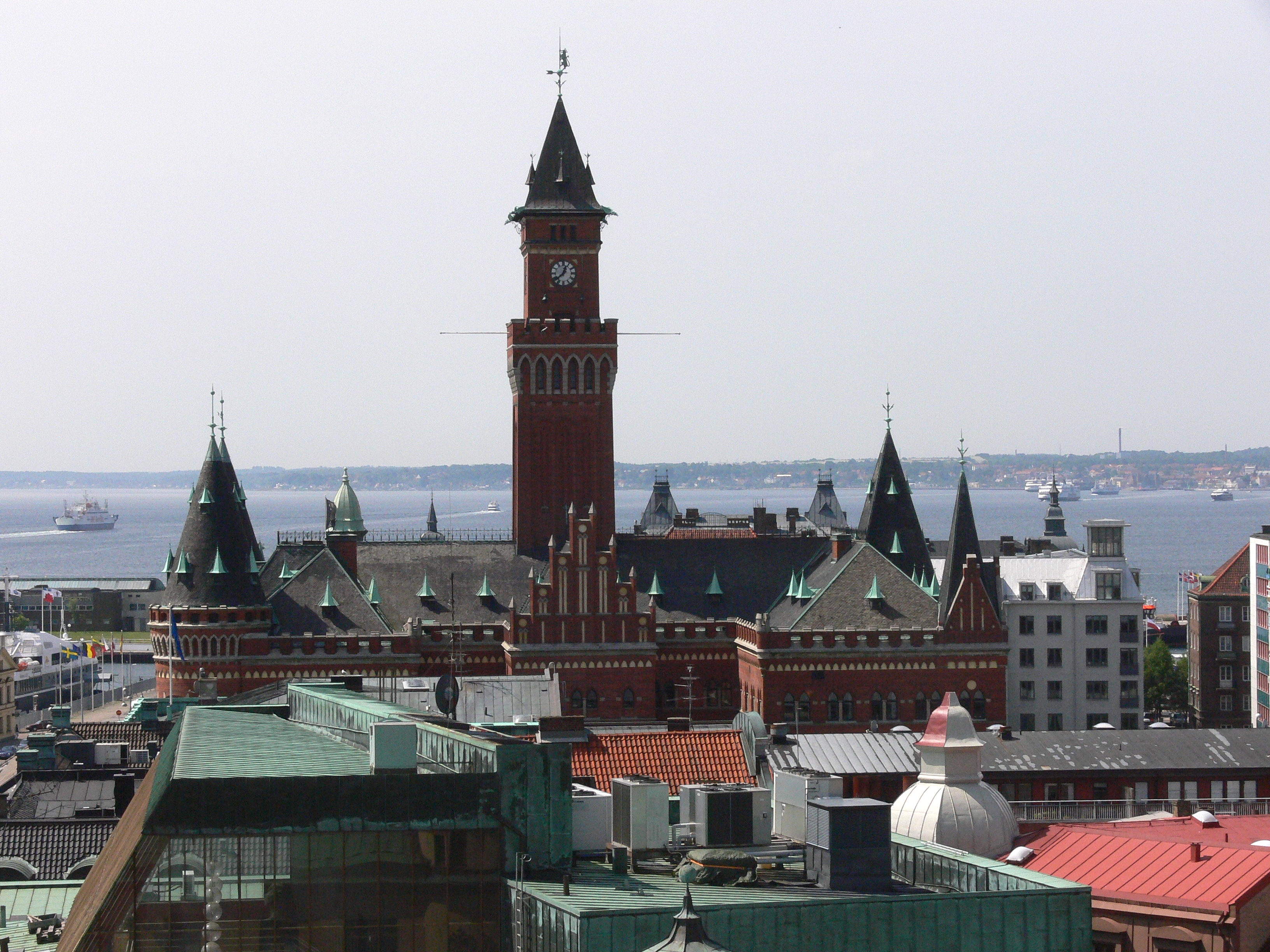
Rådhuset sett från Terrasstrapporna.
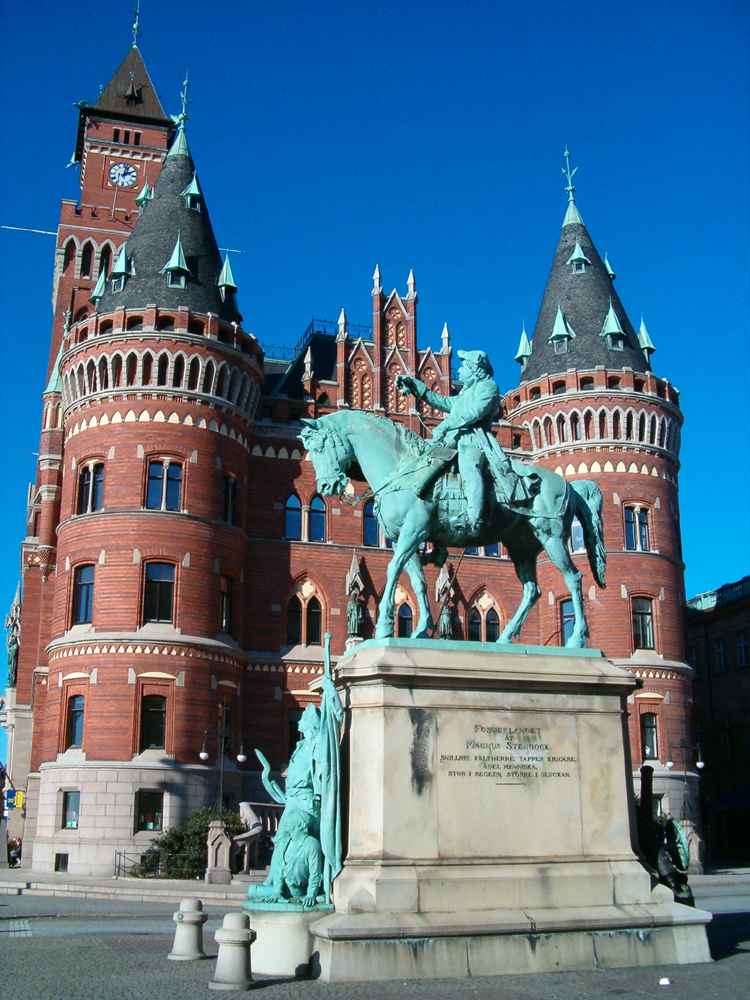
Rådhuset med Magnus Stenbocksstatyn i förgrunden
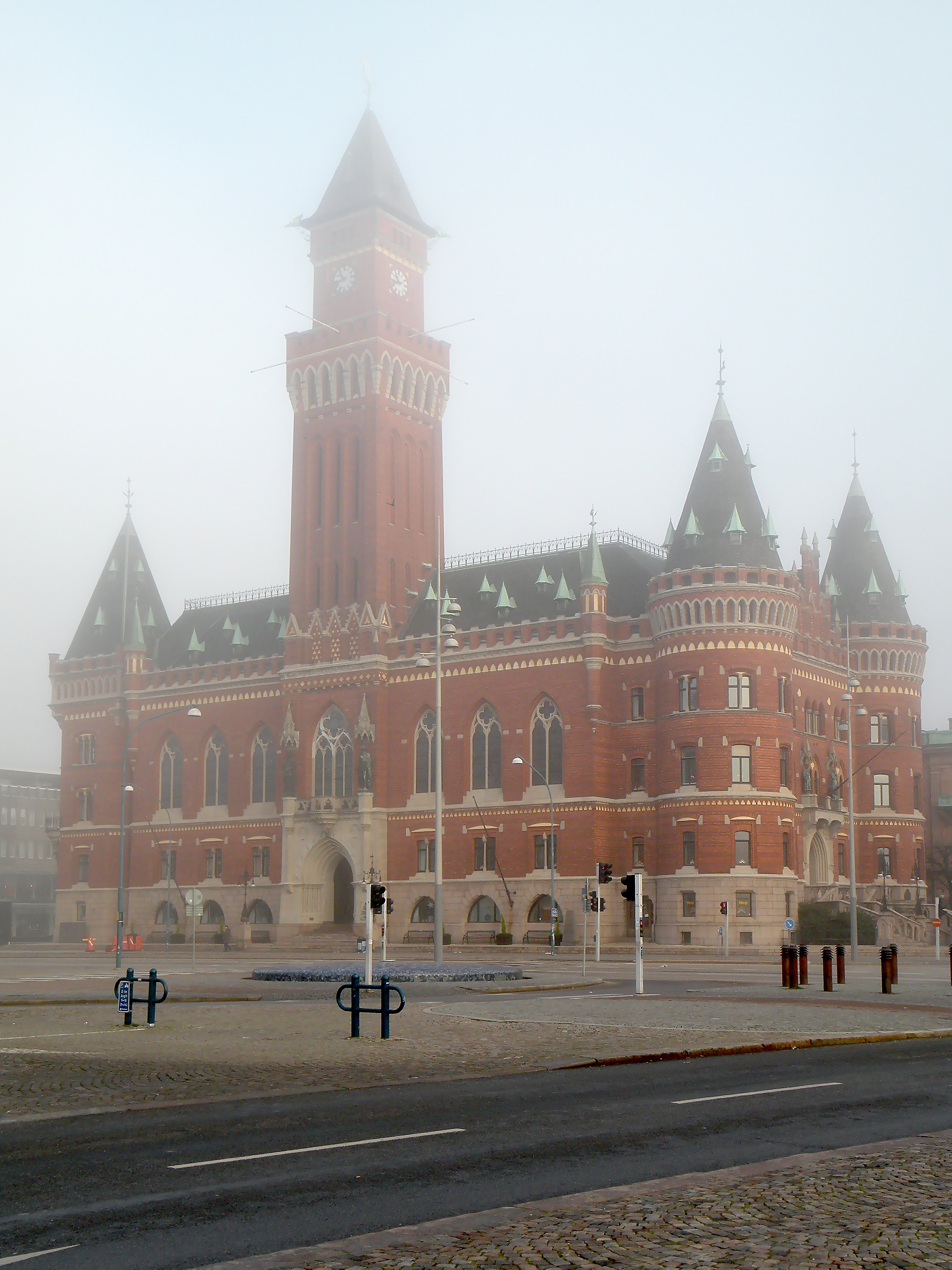
Rådhuset i morgondimma.
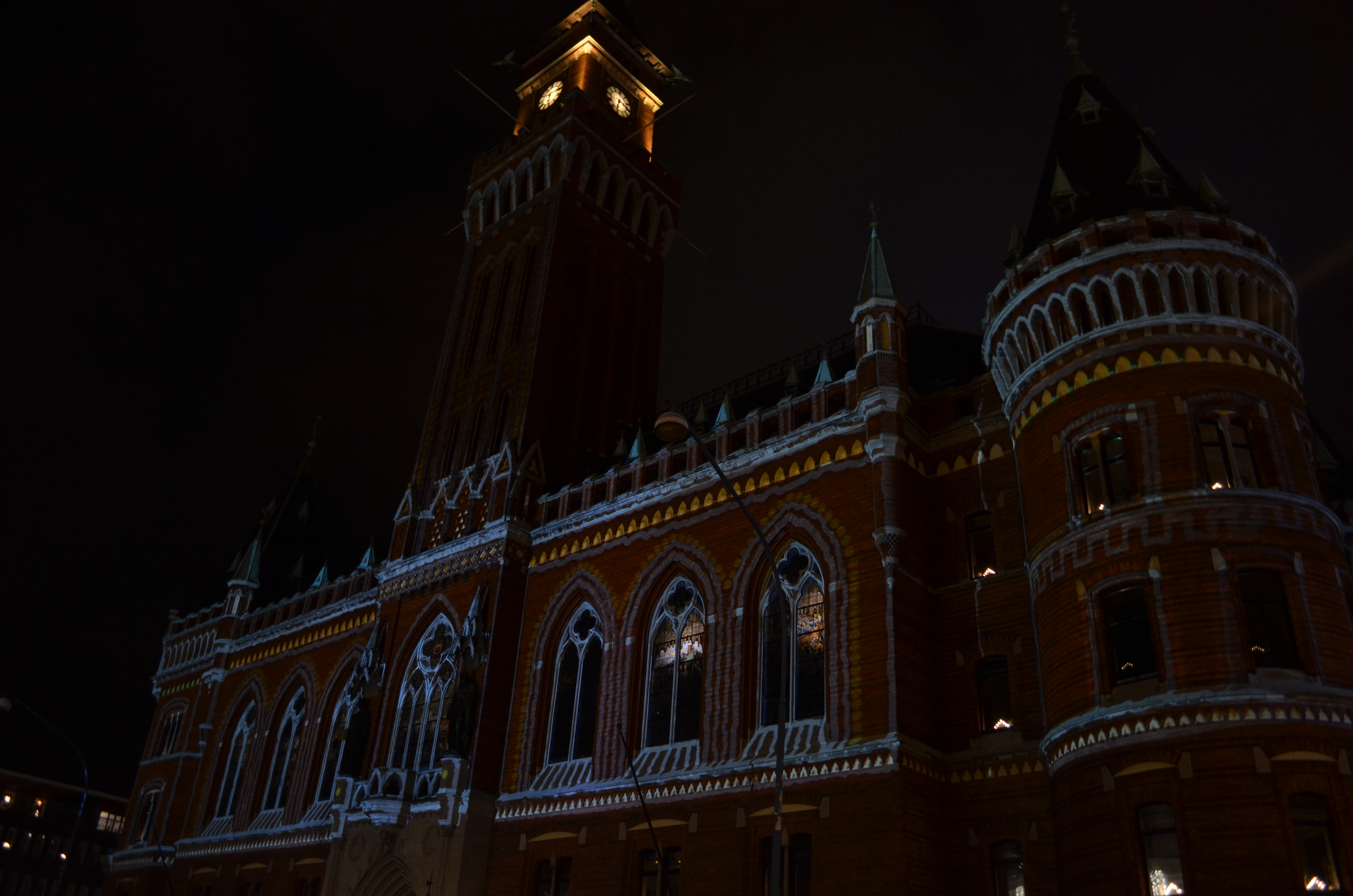
Rådhuset som pepparkakshus under julen 2012.
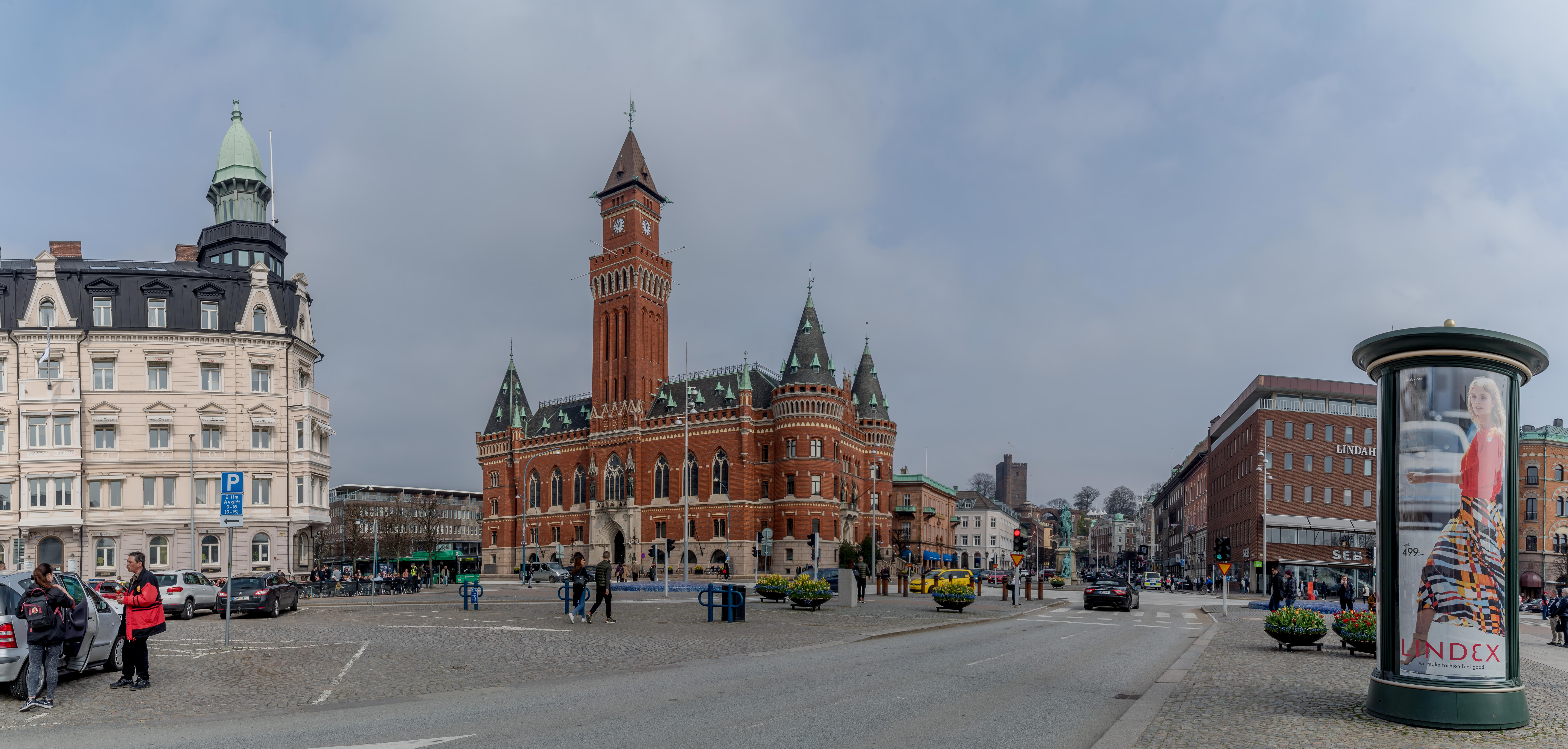
Rådhuset.